# کلاهک آزادی
کلاهک آزادی (نام علمی: Psilocybe semilanceata) نام یک گونه از راسته قارچ‌های تیغک‌دار است.